# Прапор Гурзуфа
Прапор Гурзуфа — офіційний символ селища Гурзуф. Прапор селища було затверджено 25 квітня 2008 року рішенням Гурзуфської селищної ради. Розроблений авторською групою у складі: О. Маскевич та О. Шевченко. 

## Опис
Прямокутне полотнище із співвідношенням ширини до довжини як 2:3, що складається з 15 рівношироких горизонтальних смуг (8 синіх та 7 білих). У центрі полотнища – малий герб селища, заввишки в 1/2  ширини прапора.  
Проект прапора побудований на основі герба селища і несе його символіку.